# Pascal Chimbonda
Pascal Chimbonda (Les Abymes, 21 febbraio 1979) è un ex calciatore francese, di origine guadalupense, di ruolo difensore, vicecampione del mondo con la nazionale francese al campionato del mondo 2006.

## Carriera

### Club
Ha cominciato la propria carriera al Le Havre nel 1999, facendo il proprio debutto nell'aprile 2000. Rimasto quattro anni nel Le Havre, fino alla retrocessione della squadra in Ligue 2, si è poi trasferito al Bastia. Non molto amato in Corsica, ha lasciato la società nel 2005, dopo la retrocessione in Ligue 2, per andare al Wigan Athletic (costo dell'operazione: 500.000 sterline). Nella prima stagione in Inghilterra il Wigan è stato votato squadra dell'anno in Premiership e Pascal miglior terzino. Nel 2006 passa al Tottenham per 4,5 milioni di sterline (31 agosto 2006).
Nell'estate del 2008 è passato al Sunderland. Dopo solo cinque mesi con il Sunderland, ritorna alla squadra di White Hart Lane allenata da Harry Redknapp. Il 21 gennaio 2011 si trasferisce al Queens Park Rangers con i quali firma un contratto valido fino al termine della stagione 2010-2011.

### Nazionale
Dopo aver giocato tre partite con la Guadalupa nel 2003, nell'estate 2006 ha partecipato ai Mondiali in Germania (pur senza mai giocare), dopo che aveva esordito coi Bleus nel maggio dello stesso anno.

## Statistiche

### Cronologia presenze e reti in nazionale
| Cronologia completa delle presenze e delle reti in nazionale ― Francia | Cronologia completa delle presenze e delle reti in nazionale ― Francia | Cronologia completa delle presenze e delle reti in nazionale ― Francia | Cronologia completa delle presenze e delle reti in nazionale ― Francia | Cronologia completa delle presenze e delle reti in nazionale ― Francia | Cronologia completa delle presenze e delle reti in nazionale ― Francia | Cronologia completa delle presenze e delle reti in nazionale ― Francia | Cronologia completa delle presenze e delle reti in nazionale ― Francia |
| Data                                                                   | Città                                                                  | In casa                                                                | Risultato                                                              | Ospiti                                                                 | Competizione                                                           | Reti                                                                   | Note                                                                   |
| ---------------------------------------------------------------------- | ---------------------------------------------------------------------- | ---------------------------------------------------------------------- | ---------------------------------------------------------------------- | ---------------------------------------------------------------------- | ---------------------------------------------------------------------- | ---------------------------------------------------------------------- | ---------------------------------------------------------------------- |
| 31-5-2006                                                              | Lens                                                                   | Francia                                                                | 2 – 0                                                                  | Danimarca                                                              | Amichevole                                                             | -                                                                      | 89’                                                                    |
| Totale                                                                 |                                                                        | Presenze                                                               | 1                                                                      |                                                                        | Reti                                                                   | 0                                                                      |                                                                        |

## Palmarès

### Club
- Coppa di Lega inglese: 1

Tottenham Hotspur: 2007-2008